# ナタリー・パウエル
ナタリー・パウエル（Natalie Powell、1990年10月16日 - ）はウェールズ・ポーイス出身の柔道選手。階級は78kg級。身長175cm。なお、LGBTであることを公表しており、70㎏級のサンネ・ファンデイケと交際している。

## 人物
2014年のグランプリ・デュッセルドルフ78kg級で3位になると、英連邦競技大会では優勝した。2015年には世界ランキング上位選手が集まるワールドマスターズで3位に入った。2016年にはグランドスラム・パリ、ヨーロッパ選手権、さらにはワールドマスターズでも3位となった。リオデジャネイロオリンピックでは3回戦でフランスのオドレー・チュメオに指導2で敗れると、敗者復活戦でもドイツのルイーゼ・マルツァンに谷落で敗れて7位にとどまった。2017年にはヨーロッパ選手権で3位、グランドスラム・エカテリンブルクでも2位となった。世界選手権では準々決勝で日本の佐藤瑠香に体落で敗れるも、その後の3位決定戦で元世界チャンピオンであるオランダのマリンド・フェルケルクを技ありで破って3位となった。2018年のヨーロッパ選手権とワールドマスターズでは3位だった。2019年のグランプリ・ブダペストでは準決勝で佐藤瑠香に合技で敗れて3位だったが、これで佐藤に5連敗したのを含めて日本選手に対して一度も勝てず22連敗となった。2021年7月に日本武道館で開催された東京オリンピックでは初戦で敗れた。グランドスラム・パリでは7位だったが、初戦で泉真生に裏投げで逆転勝ちして、23戦目の対戦で初めて日本の選手に勝利した。2024年のパリオリンピックに出場できず、現役引退を表明した。

## 主な戦績
- 2012年 - グランプリ・アブダビ　2位
- 2013年 - グランプリ・サムスン　3位
- 2013年 - グランプリ・マイアミ　3位
- 2013年 - グランプリ・リエカ　3位
- 2013年 - グランプリ・アブダビ　2位
- 2014年 - グランプリ・デュッセルドルフ　3位
- 2014年 - グランプリ・サムスン　2位
- 2014年 - グランプリ・ブダペスト　3位
- 2014年 - 英連邦競技大会　優勝
- 2014年 - グランプリ・ザグレブ　3位
- 2014年 - グランプリ・アスタナ　3位
- 2014年 - グランプリ・タシュケント　3位
- 2015年 - グランプリ・サムスン　2位
- 2015年 - ワールドマスターズ　2位
- 2015年 - グランプリ・タシュケント　優勝
- 2016年 - グランドスラム・パリ　3位
- 2016年 - グランプリ・トビリシ　3位
- 2016年 - ヨーロッパ選手権　3位
- 2016年 - ワールドマスターズ　3位
- 2016年 - リオデジャネイロオリンピック　7位
- 2017年 - ヨーロッパ選手権　3位
- 2017年 - グランドスラム・エカテリンブルク　2位
- 2017年 - グランプリ・カンクン　2位
- 2017年 -　世界選手権　3位
- 2017年 - グランドスラム・アブダビ　優勝
- 2018年 -　グランドスラム・デュッセルドルフ　3位
- 2018年 -　グランプリ・アンタルヤ　3位
- 2018年 - ヨーロッパ選手権　3位
- 2018年 - グランプリ・ブダペスト　3位
- 2018年 -　グランドスラム・アブダビ　2位
- 2018年 -　ワールドマスターズ　3位
- 2019年 - グランプリ・ブダペスト　3位
- 2019年 - グランプリ・タシュケント　3位
- 2019年 - グランドスラム・ブラジリア　2位
- 2020年 -　グランプリ・テルアビブ　優勝
- 2021年 -　ワールドマスターズ　5位
- 2021年 -　グランドスラム・パリ　7位
- 2021年 -　グランドスラム・アブダビ 3位
- 2022年 -　グランドスラム・トビリシ　3位
- 2022年 -　グランプリ・ザグレブ 優勝
- 2022年 -　英連邦競技大会　2位
- 2022年 -　グランドスラム・アブダビ　2位

(出典、JudoInside.com)